# Sergej Petrovič Novikov
Sergej Petrovič Novikov (rusky Сергей Петрович Новиков; 20. března 1938 Gorkij, Ruská SFSR, SSSR – 6. června 2024) byl ruský matematik. Je znám především díky své práci v oblastech algebraické topologie a teorie solitonů. Je nositelem Fieldsovy medaile (1970) a Wolfovy ceny za matematiku (2005).
V letech 1985–1996 byl předsedou Moskevské matematické společnosti.